# 西大滩站
西大滩站是位于中华人民共和国宁夏回族自治区石嘴山市平罗县西大滩镇的一个铁路车站，建于1958年，有包兰铁路经过该站，现办理客货运业务，车站及其上下行区间均为电气化区段。车站距离包头站464公里，隶属兰州铁路局，是三等站。目前客运业务有银川站发汝箕沟站的7524/7525、7526/7523次列车。